# Rușii-Munți (gmina)
Rușii-Munți – gmina w Rumunii, w okręgu Marusza. Obejmuje miejscowości Maiorești, Morăreni, Rușii-Munți i Sebeș. W 2011 roku liczyła 2144 mieszkańców.